# Eucharia moerens
Eucharia moerens är en fjärilsart som beskrevs av Charles Oberthür 1912. Eucharia moerens ingår i släktet Eucharia och familjen björnspinnare. Inga underarter finns listade i Catalogue of Life.